# Trinchesia caerulea
Trinchesia caerulea is een slakkensoort uit de familie van de Trinchesiidae. De wetenschappelijke naam van de soort werd in 1804 voor het eerst geldig gepubliceerd door Montagu als Doris caerulea.

## Beschrijving
Deze soort is van een afstand onopvallend, maar bij nader onderzoek fel gekleurde zeenaaktslak. Het ongeveer 10 mm lange lichaam is transparant en gekleurd, met gele punten aan de orale tentakels en rinoforen. De cerata hebben een kern van donkergroene spijsverteringsklier, met helderblauw pigment dat het centrale gebied van de klier maskeert en oranje oppervlaktepigment over het buitenste derde deel. Onder het blauwe gebied is soms ook een dunne oranje ring aanwezig. Deze zeenaaktslak voedt zich met hydroïdpoliepen van het geslacht Sertularella, en dan met name met de valse zeeden (Sertularella polyzonias).

## Verspreiding
Trinchesia caerulea wordt gevonden in de noordoostelijke Atlantische Oceaan van Scandinavië tot in de Middellandse Zee, en rond de Britse Eilanden. Vergelijkbare kleuring in nauw verwante soorten zoals T. ornata uit Japan en Hongkong suggereert dat er wereldwijd verschillende vergelijkbare soorten zijn, en beschrijvingen van deze soort uit Brazilië en Florida moeten waarschijnlijk naar een aparte soort worden verwezen.

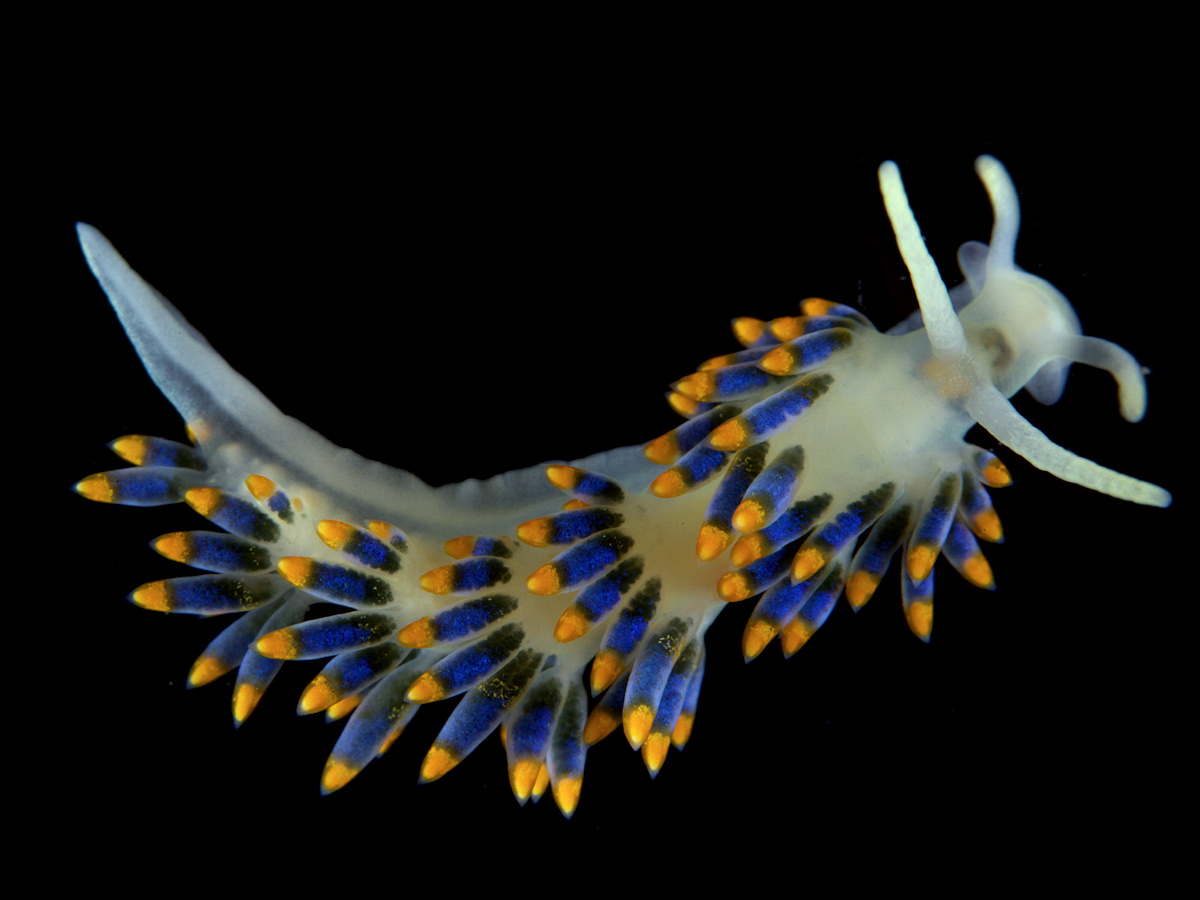
De zeenaaktslak Trinchesia caerulea, Strangford Lough, County Down, Noord-Ierland.